# Jacques Oberti
Jacques Oberti, né le 26 novembre 1960 à Marseille, est un homme politique français. Membre du Parti socialiste, il est député dans la 10e circonscription de la Haute-Garonne depuis 2024.

## Biographie
Président du Sicoval de 2015 à 2024, il est réélu le 10 juillet 2020 par le conseil communautaire.
Jacques Oberti, candidat du PS investi par le Nouveau Front populaire, est élu député de la 10e circonscription de la Haute-Garonne avec 61,07% des voix lors des élections législatives anticipées de 2024 face à la candidate du Rassemblement national Caroline Falgas-Colomina. Il succède à Laurent Esquenet-Goxes, suppléant de la ministre déléguée chargée des Collectivités territoriales et de la Ruralité, Dominique Faure, qui se retire de la triangulaire à la demande d'Emmanuel Macron et de Gabriel Attal.